# غلاف كوب القهوة

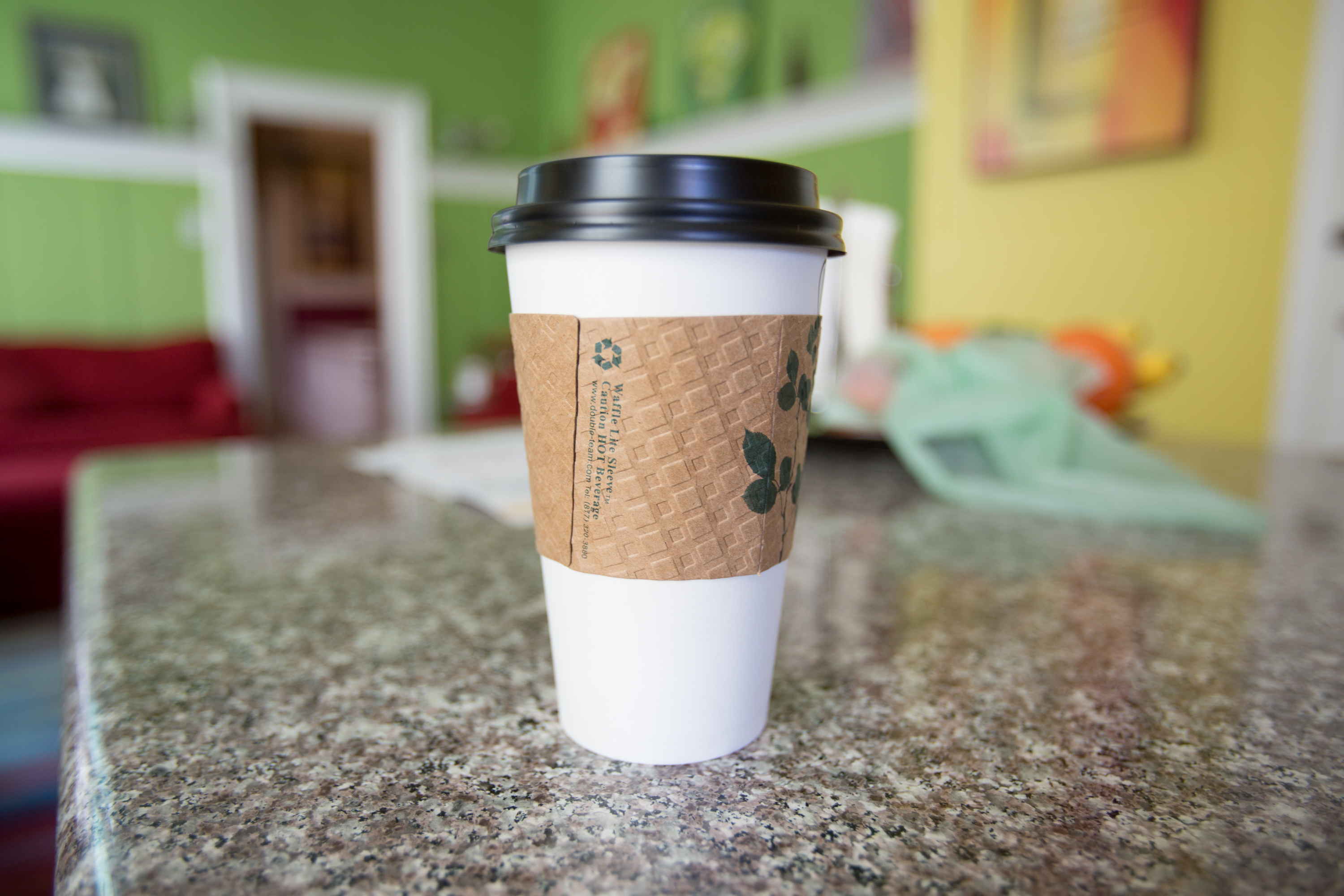
غلاف فنجان القهوة على فنجان القهوة، الغلاف يجعل من السهل حمل المشروبات الساخنة.

غلاف كوب القهوة أو أكمام فنجان القهوة، والمعروفة أيضاً باسم أكمام القهوة،  هي أكمام أسطوانية الشكل، توضع بإحكام فوق أكواب القهوة الورقية بدون مقبض لعزل أيدي الشارب عن القهوة الساخنة. وعادة ما تكون أغطية القهوة مصنوعة من ورق مقوى، ولكن يمكن العثور عليها مصنوعة من مواد أخرى أيضاً. حيث تسمح أكمام القهوة لمقاهي القهوة ومطاعم الوجبات السريعة وغيرهم من البائعين بتجنب استخدام فنجانين ورقيين متداخلين (أو أكثر) لمشروب ساخن واحد. كما أن بعض حوامل الأكواب الورقية تحمل إعلانات.

## التاريخ
تم اختراع غلاف القهوة في عام 1991 بواسطة جاي سورنسن وحصل على براءة اختراع في عام 1995 (تحت الاسم التجاري Java Jacket)، ويتم استخدامه الآن بشكل شائع من قبل المقاهي وغيرها من البائعين الذين يبيعون المشروبات الساخنة التي يتم توزيعها في أكواب ورقية يمكن التخلص منها. هناك عدد من براءات الاختراع التي تغطي مختلف أغطية القهوة وجوانبها. وقد ادعى أشخاص آخرون أنهم اخترعوا غلاف القهوة.
هناك العديد من الشركات التي تصنع أغطية القهوة في العالم. أما من حيث الحجم فهناك أربع شركات تعدّ الأكبر من حيث كميات عبوات القهوة المباعة في الولايات المتحدة.

## قصة الاختراع
تم اختراع الغلاف بينما كان سورينسن يقود سيارته ليوصل ابنته رايدر إلى المدرسة حينها سكب فنجاناً من القهوة في حجره. وبعدها ظهرت سترة جافا لأول مرة في سياتل كوفيفست في عام 1995 وكان سورنسن وزوجته كولين غارقين في الطلبات وأوامر الشراء.
كما يمكن تخصيص أكمام فنجان القهوة من خلال طباعة الشعارات أو العلامات التجارية مباشرة على الأكمام. تحتوي العديد من المقاهي على أغطية قهوة مطبوعة حسب الطلب.
يجب عدم الخلط بين أكمام القهوة وحوامل الأكواب الثابتة.

## أنظر أيضا
- ماكينة صناعة القهوة بالتفريغ